# ホッカイドウ競馬トレーディングセール
ホッカイドウ競馬トレーディングセール（ホッカイドウけいばトレーディングセール）とは、ホッカイドウ競馬を運営する北海道軽種馬振興公社などの主催により行われる現役競走馬のセリ市である。

## 概要
北海道軽種馬振興公社の前身であるホッカイドウ競馬事務所と日高軽種馬農業協同組合が2001年11月に試験的に競馬の開催とセリを同時に開催する「トレードセール（セリング競走）」というものを開催した。なおアメリカで盛んに行われているクレーミング競走とは似て非なるものである。
現在はセリの前のレースは行わず、パドックでの馬体比較展示や、調教供覧などを行い、その後セリが行われる。2010年以後は申込み頭数が少なかったためセールそのものが不成立となっており、事実上休眠状態となっている。